# Докамбрий
| Еон                         | Ера Продължителност    | Период                 | Начало в млн. г. |
| --------------------------- | ---------------------- | ---------------------- | ---------------- |
| Фанерозой                   |                        |                        |                  |
| Неозой 65,5 млн. г.         | Кватернер              | 2,588                  |                  |
| Неозой 65,5 млн. г.         | Неоген                 | 23,03                  |                  |
| Неозой 65,5 млн. г.         | Палеоген               | 65,5                   |                  |
| Мезозой 185,5 млн. г.       | Креда                  | 145,5                  |                  |
| Мезозой 185,5 млн. г.       | Юра                    | 199,6                  |                  |
| Мезозой 185,5 млн. г.       | Триас                  | 251                    |                  |
| Палеозой 291 млн. г.        | Перм                   | 299                    |                  |
| Палеозой 291 млн. г.        | Карбон                 | 359,2                  |                  |
| Палеозой 291 млн. г.        | Девон                  | 416                    |                  |
| Палеозой 291 млн. г.        | Силур                  | 443,7                  |                  |
| Палеозой 291 млн. г.        | Ордовик                | 488,3                  |                  |
| Палеозой 291 млн. г.        | Камбрий                | 542                    |                  |
| Протерозой                  |                        |                        |                  |
| Неопротерозой 458 млн. г.   | Едиакарий              | 630                    |                  |
| Неопротерозой 458 млн. г.   | Криоген                | 850                    |                  |
| Неопротерозой 458 млн. г.   | Тоний                  | 1 000                  |                  |
| Мезопротерозой 600 млн. г.  | Стений                 | 1 200                  |                  |
| Мезопротерозой 600 млн. г.  | Ектасий                | 1 400                  |                  |
| Мезопротерозой 600 млн. г.  | Калимий                | 1 600                  |                  |
| Палеопротерозой 900 млн. г. | Статерий               | 1 800                  |                  |
| Палеопротерозой 900 млн. г. | Орозирий               | 2 050                  |                  |
| Палеопротерозой 900 млн. г. | Рясий                  | 2 300                  |                  |
| Палеопротерозой 900 млн. г. | Сидерий                | 2 500                  |                  |
| Архай                       | Неоархай 300 млн. г.   | Неоархай 300 млн. г.   | 2 800            |
| Архай                       | Мезоархай 400 млн. г.  | Мезоархай 400 млн. г.  | 3 200            |
| Архай                       | Палеоархай 400 млн. г. | Палеоархай 400 млн. г. | 3 600            |
| Архай                       | Еоархай                | Еоархай                | 4 000            |
| Хадей                       | Хадей                  | Хадей                  | 4 540            |

Докамбрийският период (еон), или криптозо́й (от на гръцки: κρυπτός kryptós – скрит и на гръцки: ζωή, zoe – живот) е общо название на тази част от геоложката история на Земята, която следва еона Хадей и предшества началото на камбрия (преди повече от 540 млн. години), когато възниква масата от организми, оставили изкопаеми следи в седиментните скали. В докамбрия се намират около 6/7 от геоложката история на Земята – около 3,8 млрд. години. Хронологията на този период е разработена много по-лошо, в сравнение със следващия фанерозой. Причината е, че органическите останки в докамбрийските отложения се намират много по-рядко, което представлява отличителна особеност на тези древни геологически образования. Затова палеонтологическият метод, използван за изучаване на историята на Земята, не е приложим за този период.

## Историческа справка и стратиграфия
През 2-та половина на 19-ти век на основата на общи историко-геоложки данни, степента на метаморфоза на скалите и други признаци в САЩ е предложено докамбрия да се раздели на два периода: архай, или археозой, установен от американския геолог Джеймс Дана (1813 – 1895) през 1872 г. и протерозой, установен от американския геолог Самуел Емонс (1841 – 1911) през 1888 г. Границата между тях, по съвременни представи, съвпада с голямата епоха на нагъване и гранитизация преди около 2500 – 2700 млн. години. Интензивното изучаване на геоложката история на докамбрия започва в края на XX век, във връзка с появяването на мощните методи на радиоизотопното датиране на скали и радиовъглеродния анализ на фосили.
Стратиграфското деление на докамбрия е предмет на многочислени спорове. Обикновено се дели на еоните протерозой и архай, като първият се поделя на долен, среден и горен (рифей). През 90-те години на XX век Стратиграфската комисия приема единна временна скала на докамбрия, която предизвиква много спорове.

## Обща характеристика
Докамбрийските наслаги са разпространени на всички континенти в пределите на древните платформи: Източноевропейска, Сибирска, Китайско-Корейска, Южнокитайска, Индийска, Североамериканска, Южноамериканска, Африканска, Австралийска и Антарктическа. Освен това докамбрийските скали изграждат ядрата на платформите, в т.ч. средищните масиви, обграждащи платформите, образували се през байкалската, каледонската, херцинската (варийска) и алпийска орогенези. Геоложките образувания от ранния докамбрий, в значителна степен са метаморфозирани, изграждат фундаментите на древните платформи и излизат на повърхността в областта на кристалинните щитове – Балтийски, Алдански, Канадски и др. Понякога в пределите на древните ядра (в Северна Америка, Южна Африка и др.) се наблюдават слабо изменени седиментни и вулканични скали, отнасящи се, по радиологични данни, към ранния докамбрий. Заедно с това древните платформи включват области (Гренвилски пояс в Северна Америка, Мозамбикски пояс в Африка и др.), съдържащи наслаги от ранния докамбрий, които са били подложени на термално въздействие в по-късните нагъвателни епохи на докамбрия. Често развитите в тези зони пластове от гнайси са с много по-млада възраст.
Скалните образувания от горния докамбрий изграждат преди всичко долните части на седиментните чехли на древните платформи и са представени от относително слабо изменени скали, в които често се съдържат глауконит и други минерали, разрушаващи се даже при слаба метаморфоза. Раннодокамбрийските скали се състоят от гнайси, мигматити, разнообразни кристалинни шисти, амфиболити и по-рядко – джеспилити, кварцити и мрамори. Те изграждат мощни пластове, събрани в сложни гънки и пронизани от мощни интрузии с различен състав и възраст (гранити, гранодиорити, габро и др.). Тези пластове свидетелстват за мобилните (геосинклинални) условия на развитие, преобладаващи във всички континенти през ранния докамбрий. В края на ранния докамбрий се появяват слабо дислоцирани и слабо метаморфозирани формации от платформен тип, пронизани от основни и гранитни интрузии. Формациите от късния докамбрий са много по-близки по тип до палеозайските и са представени от мощни слоеве от кварцови пясъчници и кварцити, глинести шисти и филити, различни вулканогенни образувания, строматолитови доломити и варовици, и по-слаби прослойки от флиш. В самия край на докамбрия се появяват пластове от скали, сходни с моласите. На основата на прекъсванията и несъгласията в напластяването на скалите и резките изменения в степента на тяхната метоморфоза през докамбрия са установени редица епохи с повишена тектоно-маггматина активност.

## Органичен свят

### Флора
В докамбрийските седименти отсъства скелетна фауна, която служи за основа за построяването на стратиграфска скала на фанерозоя. Въпреки това разнообразните следи от органичен живот са много богати. Към него се отнасят продуктите от жизнената дейност на синьо-зелените водорасли (строматолити) и бактерии (онколити). Възрастта на древните наслаги с включени в тях строматолити и онколити, по радиологични данни, се определя на повече от 2500 млн. години. Строматолитите и онколитите успешно се използват за съпоставка на седиментните пластове от горния протерозой в пределите на отделните региони и даже за междуконтинентални корелации. В силициевите скали от ранния докамбрий са намерени своеобразни нисши водорасли, имащи добро съхранение, при които може да се наблюдават детайли от клетъчният им строеж. На много от стратиграфските нива в докамбрийските пластове се срещат дребни закръглени телца (размери до 50 mm) с водораслов произход, приемани по-рано за спори. Те са известни под името „акритархи“, или „сфероморфиди“. Тези образувания се откриват в наслагите от ранния докамбрий, но особено обилни са през късния докамбрий, където на базата на тяхното вертикално разпределение са правят корелационни разрези.

### Фауна
Животинският свят през докамбрия е много по-беден, в сравнение с растителния. Отделни указания за находки в докамбрийските наслаги са остатъци от животни отнасящи се към обекти, които, видимо имат неорганичен произход (Aticocania Walcott, Tefemar kites Dons, Eozoon Dawson, Brooksalla Bassir) или се явяват продукти на променящите се стоматолити (Carelozoom Metzger). Много от докамбрийските фосили не са разшифровани и досега (Udocania Leites) или нямат точно привързване към определен период (Xenusion querswalde Pompecki). През средния рифей в Красноярския край на Русия са обитавали древните сабелидити, които са сравними със съвременните погонофори. Най-богат и разнообразен е животинският свят в края на рифея, подробно изучен по уникалните находки, извършени в пясъчниците Паунд в Австралия и серията Нама в Южна Африка. Там са намерени форми, близки до съвременните морски едиакарти (Rangea, Ghharnia), древните анелиди (Spiriggina), многочислени медузоподобни форми (Ediacaria, Beltanella, Protodipleurosonia) и форми с неясна систематична принадлежност (Parvancoria, Dickinsonia). Многочислени медузоиди от горния рифей са били открити и в Източноевропейската платформа. През горния рифей се среща животинския вид Vendia sokolovi Keller с отчетливо сегментирано туловище, но нямащо двустранна симетрия, свойствена за трилобитите. Всички тези изброени животински форми са лишени от твърди скелетни части и техни отпечатъци в скалните пластове се съхраняват само в изключителни случаи.

### Полезни изкопаеми
През докамбрийският период са се образували най-много полезни изкопаеми на Земята. Към него са привързани грандиозните находища на железни руди (железисти кварцити и джеспилити), боксити (кианит и силиманит) и манганови руди. С докамбрийските конгломерати са свързани големите находища на злато и уранови руди; с основните и ултраосновните скали – големите находища на мед, никел и кобалт; с карбонатните скали – оловно-цинковите находища. Дкамбрийските петматити са главен изтоник на слюда (мусковит), керамични суровини и редки метали, а с най-късните етапи на докамбрийският период са свързани най-древните находища на нефт в Иркутска област на Русия.